# Marvel's Mill

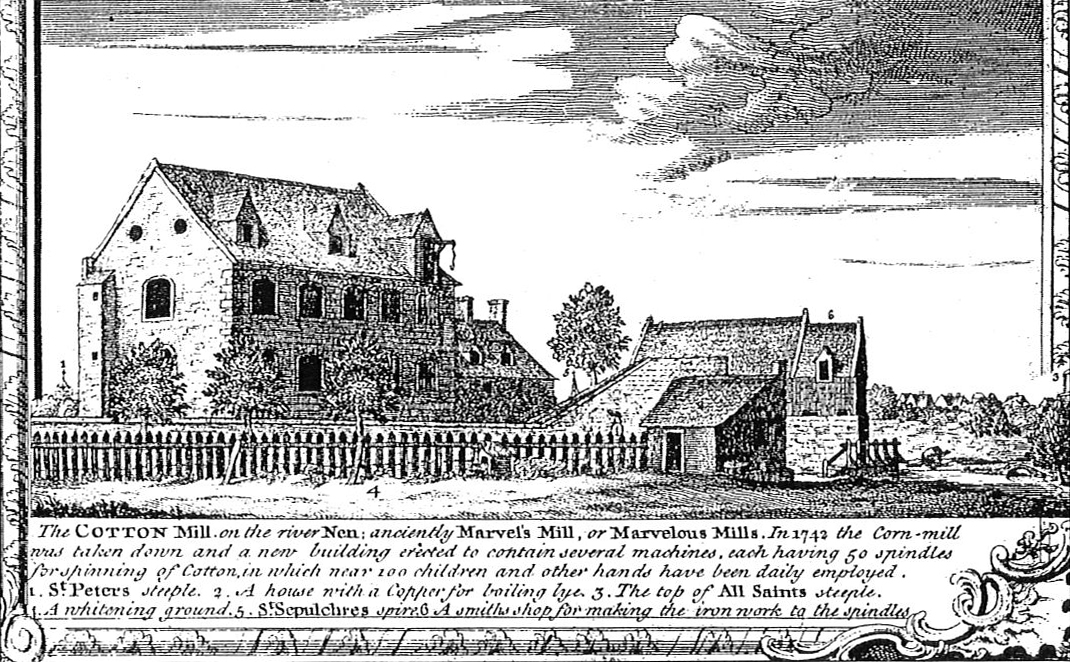
El molí de cotó en el riu Nene, dibuix de 1746 de Northampton. La més antiga representació pictòrica coneguda d'un molí de cotó.

Marvel's Mill o Marvell's Mill situada en el riu Nene a Northampton, Anglaterra, va ser la segona fàbrica mundial de filatura de cotó, la primera d'operar com a molí d'aigua i la primera d'ésser impulsada per una font d'energia inanimada. Creada per Edward Cave el 1742, va ser una de les «fàbriques de cotó Paul-Wyatt» que van utilitzar la maquinària de filatura inventada per Lewis Paul i John Wyatt, que primer la va utilitzar en la seva principal fàbrica «Upper Priory Cotton Mill» a Birmingham l'estiu de 1741.

## Història
El molí de Marvel tenia una història llarga com a molí de vent accionat per l'aigua, estant documentat com el molí de Merewyns l'any 1253. Originàriament va pertànyer al Priorat de Sant Andreu de Northampton, la seva propietat va passar a la ciutat de Northampton després de la dissolució dels monestirs, i va ser arrendat a una successió de llogaters.
El 1742 Edward Cave, editor de The Gentleman's Magazine, va adquirir el molí de Northampton, i a través del seu coneixement amb l'escriptor Samuel Johnson es va posar en contacte amb Paul i John Wyatt, als quals els va comprar una llicència d'una de les seves cinc màquines d'un teler mecànic per operar amb un total de 250 fusos a £3 per eix. Cave va comprar el molí de Marvell després d'haver-li ofert d'altres molins a Romsey i Gloucester. Va demolir el molí de blat de moro existent, i va erigir un nou edifici per albergar la maquinària de filat, amb les dependències per al lleixiu en ebullició per al blanqueig, i un taller de ferrer per al manteniment dels fusos.
Poc se sap doni del funcionament del molí, encara que els expedients supervivents indiquen el nomenament d'un mecànic Thomas Yeoman com l'«operador» director de la fàbrica, així com un encarregat Harrison i un capatàs, Newton, que havia estat treballant en l'antic molí de Birmingham. Tanmateix, l'operació va estar lluny del que segurament s'esperava: els documents d'abril de 1743 indiquen guanys anuals projectats de fins £599 amb plans per a dotze màquines; a l'octubre del mateix any solament 50 dels 100 empleats projectats estaven treballant i el benefici anual havia disminuït a £113.
Malgrat aquestes deficiències el negoci va sobreviure i un gravat de l'any 1746 ho mostra funcionant i emprant a 100 treballadors. A la mort de Cave en 1754 el molí va passar al seu germà i nebot, i en aquesta etapa va tenir la participació de Samuel Touchet, un dels principals comerciants de la indústria preindustrial del cotó de Lancashire, que també havia tingut llicències per operar la maquinària de Paul des de 1742 i havia fundat un segon molí a Birmingham en 1744. Touchet, tanmateix, no va aconseguir cap benefici i en 1756 es va anunciar la venda del molí i la seva maquinària. Eventualment va tornar a Lewis Paul el control directe del molí, després de la seva mort en 1759, va ser expropiat, per la falta de pagament de la renda de 1761 i no hi ha proves de filat de cotó en el lloc més enllà d'aquesta data. El 1768 el molí estava en possessió de "William Faulkner and Thomas Harris, millers" i el 1774 el pati va ser ocupat per un sabater. No es coneix el destí de la maquinària de filada del molí, però hi ha indicis que va ser adquirida per Richard Arkwright, la patent del qual de 1769 es basava en principis molt similars.